# Albert Francàs Rosàs
Albert Francàs i Rosàs (Barcelona, 23 de març de 1924 - Santa Coloma de Gramenet, 1 d'abril de 2000) fou un líder veïnal colomenc.
Des que es va jubilar, Albert Francàs va destacar per l'activisme cultural i social de Santa Coloma de Gramenet. Per aquest motiu, l'any 1995, va ser guardonat amb el Premi Climent Mur. Dos anys més tard, l'any 1997, va rebre el Premi Ciutat de Santa Coloma com a agraïment a la seva tasca continuada a favor dels ciutadans.

## Reconeixements
Després de la seva mort, diverses entitats van voler homenatjar la seva trajectòria.
- Els Amics de la Filatèlia amb la col·laboració d'Acció Cívica, Forns Mora, Maurici Olivé, Coordinadora de Jubilados, UDA Gramenet, Caixa Terrassa, l'Ajuntament de Barcelona i la Generalitat de Catalunya van homenatjar l'Albert amb un mata-segells de Correus.[3]
- El Casal de la Rambla va passar a anomenar-se Casal de Gent Gran Albert Francàs.[4]
- La Coordinadora de Jubilats i Pensionistes va canviar el seu nom pel d'Associació de Jubilats i Pensionistes Albert Francàs.[5]
- L'Ajuntament de Santa Coloma de Gramenet va inaugurar una plaça que porta per nom Plaça d'Albert Francàs al barri de Santa Rosa.[6]